# 오스틴 베리
그레고리 오스틴 베리(영어: Gregory Austin Berry, 1988년 10월 6일 ~ )는 미국의 전 축구 선수로, 현역 시절 포지션은 중앙 수비수였다.

## 클럽 경력
2007년 루이빌 대학교에 입학하여 2011년까지 대학 리그에서 활약하였으며, 2010년엔 시카고 파이어의 23세 이하 클럽인 시카고 파이어 프리미어에서 잠시 뛰기도 하였다.
2012년 MLS 드래프트에서 시카고 파이어에 1순위로 선발되었다. 데뷔전인 치바스 USA와의 경기에서 득점을 기록하였으며 이 골을 포함하여 2012 시즌 28경기에 출전하여 3골을 기록하였다. 시즌 종료 후 MLS 신인상을 수상하였다.
2014년 2월 25일 필라델피아 유니언으로 이적하였다. 리그 2라운드에 햄스트링 부상을 입었고, 이후 컨디션을 끌어올리지 못하며 2014 시즌 6경기 출전에 그쳤다.
2015년 3월 2일 FC 안양으로 임대 이적하였다.